# Albrecht Zutter

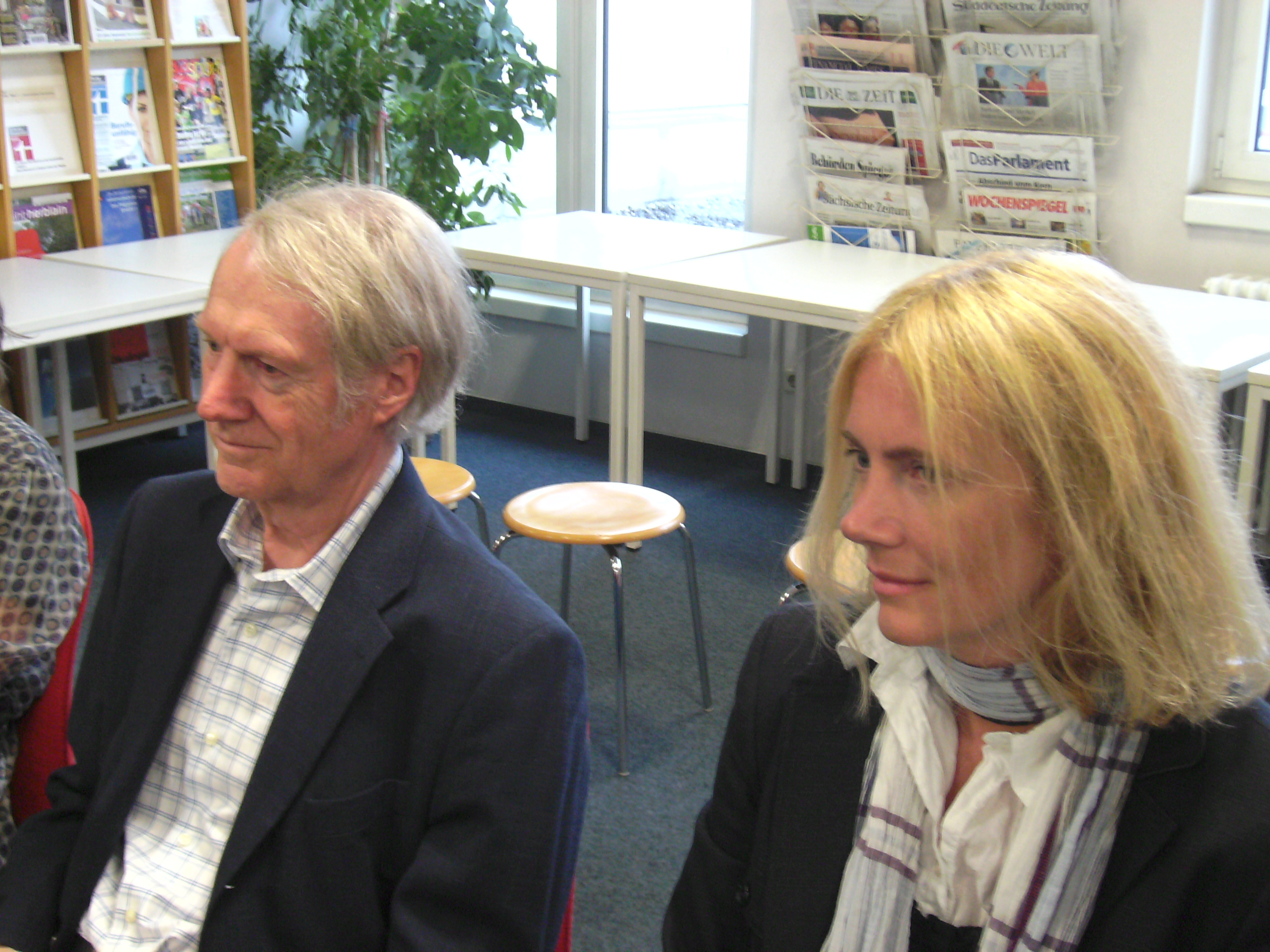
Albrecht Zutter mit Tochter Eva

Albrecht Zutter (* 18. Februar 1940 in St. Ingbert) ist ein deutscher Pädagoge, Schriftsteller und Verlagsgründer.

## Leben
Nach dem Besuch der Wiesentalschule (Volksschule) in St. Ingbert wechselte Zutter 1951 zum Realgymnasium St. Ingbert. Dort bestand er 1960 sein Abitur. Von 1960 bis 1962 studierte er an der Pädagogischen Hochschule in Saarbrücken und legte dort sein Lehrerexamen ab. Danach arbeitete er ein Jahr lang an der Volksschule Kirkel. 1963 wechselte er zur Sonderschule für Lernbehinderte in St. Ingbert. 1967 begann er ein Studium der Sonderpädagogik an der Johannes Gutenberg-Universität Mainz, das er 1968 erfolgreich abschloss. Dem folgte von 1969 bis 1974 ein Studium der Erziehungswissenschaften an der Universität des Saarlandes (Saarbrücken). Danach arbeitete er bis zu seiner Pensionierung als Sonderschullehrer.
 Seit Mitte der siebziger Jahre ist Zutter als freier Schriftsteller tätig. 1988 gründete er gemeinsam mit seiner Tochter Eva in St. Ingbert den „Wassermann Verlag“, der in bewusst kleinen Auflagen Literatur in Form von Print- und Audio-Medien publiziert. Der Verlag legt seinen Schwerpunkt auf die Herausgabe von Lyrik, Aphorismen und Mundartliteratur.

## Künstlerische Tätigkeiten
Zutter begann 1976 mit literarischen Arbeiten. Er schrieb Glossen und Humoresken in zahlreichen regionalen (Saarbrücker Zeitung) und überregionalen Zeitungen (Süddeutsche Zeitung, Frankfurter Allgemeine Zeitung) wie auch in ausländischen Zeitschriften. Für den Südwestfunk, RIAS Berlin und das RTL-Fernsehen schrieb er Drehbücher mit satirischen Szenen. Ab 1985 trat Zutter zusätzlich als Kabarettist in der saarländischen Region sowie im Saarländischen Rundfunk und im SWR-Fernsehen auf.

## Werke (Auswahl)
Print
- Auf leisen Pfoten. Satiren und Humoresken. Hann. Münden: Gauke-Verl., 1980. ISBN 3-87998-839-0
- Der verzauberte Frosch. St. Ingbert: Selbstverl., 1985.
- Herzwärts. Gedichte von der Liebe. St. Ingbert: Wassermann Verl., 1989. ISBN 978-3-928030-03-8
- Albrecht Zutter / Josef Schulz: Gebräuchliche Fremdwörter aus den Schlagzeilen von Zeitungen. Mülheim: Verl. an der Ruhr, 1991. ISBN 3-927279-70-6
- Albrecht Zutter / Richard Elsigk: Weil er Göring nicht grüßte. St. Ingbert: Wassermann Verl., 1995. ISBN 978-3-928030-22-9
- Kabarettistische Texte. In: Scholdt/Walter: Saarländische Autoren - Saarländische Texte. Dudweiler: LPM, 1995. ISSN 0935-1884
- Albrecht Zutter / Hans-Werner Krick: St. Ingbert erzählt - erlebte Geschichte 1910 - 1946. St. Ingbert: Wassermann Verl., 2002. ISBN 978-3-928030-29-8
- Problemzone Kopf. Aphorismen. St. Ingbert: Wassermann Verl., 2006. ISBN 978-3-928030-08-3
- Eine gewisse Ungewissheit. Vom Umgang mit der Sprache. St. Ingbert: Wassermann Verl., 2009. ISBN 978-3-928030-33-5
- Aphorismen. In: Lyrische Anthologie. Dudweiler: Literaturarchiv Saar-Lor-Lux-Elsass, 2009

Audio

- Uffgefall (LP). Schmelz: Leico records, 1984.
- Seelenwanderung (CD). St. Ingbert: Wassermann Verl., 2002.

## Sonstiges
- 1979 Erster Preis im „Saarländischen Mundartwettbewerb“ des Saarländischen Rundfunks